# 신동초등학교 마차분교
신동초등학교 마차분교는 대한민국 강원도 삼척시에 있었던 공립 초등학교이다.

## 연혁
- 1962.06.12 소달국민학교 마차분실 인가 1학급 편성
- 1971.03.01 소달국민학교 마차분교장 인가
- 1971.03.05 소달국민학교 마차분교장 개교 2학급 편성
- 1989.04.01 도계읍에서 신기면으로 편입
- 1990.03.01 학교명칭 개편
- 1990.03.01 신동국민학교 마차분교장 3학급 편성
- 1996.03.01 학교명칭 개편
- 1996.03.01 신동초등학교 마차분교장 2학급 편성
- 2003.03.01 본교로 통폐합